# Акселерация
Акселера́ция или акцелерация (от лат. acceleratio — ускорение) — ускоренное развитие живого организма. Обычно используется для описания ускоренного физиологического развития человека, наблюдаемого в последние 150 лет, но в принципе термин применим и к другим живым организмам. Процесс, обратный акселерации — децелерация.

## История
Термин «акселерация» применительно к подобным тенденциям в развитии детей школьного возраста был предложен лейпцигским врачом Кохом (E. Koch). В литературе так же встречается термин Secular trend (секулярный или вековой тренд), по сравнению с термином акселерация, понятие более широкое, охватывающее весь комплекс морфо-функциональных изменений современного человека
Как явление, акселерация начала наблюдаться в середине XIX века и охватила все европейские и неевропейские страны. Так, за сто лет, с 1880-го по 1980 год, то есть за пять поколений, мужчины-голландцы «выросли» примерно на 15 см, шведы — на 10, французы — на 8, а вот португальцы — всего на 3,7 см. Речь идёт о мужчинах, потому что в европейских странах веками копилась статистика по новобранцам, поступающим в армию, а женщин начали измерять позднее. Швейцарские исследователи, изучавшие секулярный тренд на Сейшельских островах в Индийском океане, отмечают, что там акселерация ещё вовсю идёт. С 1998—1999 по 2005—2006 годы они ежегодно замеряли рост 15-летних подростков: рост мальчиков в среднем увеличивался на 1,14 см в год, девочек — на 1,82 см.

## Описание
Характеристики, которые изменяются в результате акселерации:
- на 1—3 года раньше происходят физические и морфо-функциональные изменения, которые антропологами принимаются за признаки наступления зрелого возраста (смена зубов, окостенение скелета, формирование вторичных половых признаков);
- увеличение среднего роста;
- удлинение репродуктивного периода у женщин и у мужчин, как за счёт более раннего наступления половой зрелости (менархе у девочек, поллюции у мальчиков), так и позднего наступления (менопаузы, андропаузы).

## Гипотезы о причинах акселерации
В обоснование акселерации предложено множество разнообразных гипотез, которые условно можно разделить на несколько групп:
- Прежде всего нутрицевтическая, связанная с изменением (улучшением) характера питания, особенно в последние три десятилетия после Второй мировой войны.
- Гипотезы связанные с биологическим отбором (первые сообщения об ускоренном развитии детей — Гент, 1869; Робертс (Ch. Roberts), 1876), с увеличением числа гетеролокальных (смешанных) браков — гетерозис, влечением к городской жизни, в результате которого в города прибывают наиболее развитые жители из сельской местности — гипотеза Мауера (G. Mauer), 1887, а также другие гипотезы о конституциальном отборе — к примеру, стремление занять высшие слои общества или о переселении в города людей с более развитым интеллектом.
- Группа гипотез, связанных с влиянием факторов среды (гипотезы 1930-х годов), связывала изменения в скорости роста и развитии с естественными и искусственными изменениями условий среды. Кох (E. W. Koch), 1935, который предложил термин акцелерация, придавал значение гелиогенным влияниям, увеличению светового дня за счёт электрического освещения. Трейбер (T. Treiber), 1941, связывал акцелерацию с влиянием радиоволн — хотя ускорение роста детей началось раньше широкого распространения радио на Земле, а Миллс (C. A. Mills), 1950 — с повышением температуры атмосферы Земли. Есть и другие гипотезы, например, связанные с радиацией или космическим излучением. Но тогда феномен должен был проявляться на всех детях одной местности. Однако, все авторы отмечают различия в скорости роста детей различных контингентов населения.

Каждая из гипотез в отдельности не могла объяснить все явления секулярного тренда и убедительным доказательством были бы данные об ускорении онтогенетического развития и увеличения размеров тела не только у людей, но и различных животных.

### Исследования Хененберга и Лоува
Мацей Хенненберг (Maciej Hennenberg) и его коллега Грэхэм Лоув (Graham J. Louw) из Витватерсрандского университета в Йоханнесбурге (ЮАР) собрали данные, из которых следует, что рост и вес человека зависят от положения Земли на орбите вокруг Солнца в момент рождения, а различия не ограничиваются человеком.

Рождённые с февраля по июль во взрослом состоянии чуть ниже и меньше рождённых в остальные месяцы. Разница около 500 г и 7 мм, но она статистически достоверна. Этот эффект не связан с сезонами года, так как найден в Северном и Южном полушарии. Эффект найден и у животных (немецких овчарок в Южной Африке).
Хенненберг и Лоув предположили, что найденное ими явление может объясняться эллиптической орбитой Земли или влиянием каких-либо других глобальных факторов.
Есть одно земное явление, которое не зависит от сезонов года. Это внутригодовое изменение содержания в атмосфере углекислого газа, которое связано с неравномерностью распределения растительности на планете (подробно см. в статье Углекислый газ)
Гипотеза связи акселерации с углекислым газом не является новой или оригинальной, но никогда не рассматривалась серьёзно.
Углекислого газа в воздухе очень мало (чуть более 0,038 об. %). В то же время углекислота является самым обычным продуктом жизнедеятельности (конечным газообразным продуктом клеточного метаболизма) и в альвеолярной смеси лёгких её содержание уже в 150 раз больше, чем во вдыхаемом воздухе (5.6 об.%).
Поскольку акселерация — эпохальное явление, имеющее периоды усиления и ослабления (подтверждаемые т. н. лонгитудинальными исследованиями на достаточно представительном медико-статистическом материале), нельзя утверждать о его полной остановке в конце ХХ-го — начале XXI-го века. Исследованиями процессов акселерации занимаются учёные в области антропологии.

## В искусстве
- акселерация («У нас в газетах пишут про акселерацию») упоминается в рассказе К. Булычёва Сто лет тому вперёд (1978)
- «Вот она, акселерация в действии, с ужасом думал он, вспоминая уверенные детские голоса, твердившие ему невозможные вещи». Гадкие лебеди, Аркадий и Борис Стругацкие